# 特别押送
《特别押送》（法語：Trafic d'influence）是一部由多米尼克·法吕吉阿執導的法國電影，於1999年上映。

## 剧情
拉巴蒂埃和拉瓦内利是两名议员，他们因权力寻租而被判处五年监禁；吉萨尔是一名不诚实的医生，他们三人正要被转移到姆兰监狱。桑德利娜是一位正直又性格坚强的年轻女警察，她负责护送他们穿过因大罢工而瘫痪的法国。
虽然三人的刑期相似，在媒体上的曝光率也很高，但他们的身份却完全不同：一个是贵族家庭的成员，可以追溯到圣殿骑士团时期，他的党派藉由秘密资助获利；另一个出身于工人阶级，更接近普通法国人的刻板印象，因中饱私囊而被定罪；至于第三个，他挪用了一家慈善机构的钱，但不幸没有时间去忏悔自己的过去：两名杀手奉共和国总统之命要除掉拉巴蒂埃，混乱中却将吉萨尔射杀。
这次押送变成了一场冷血杀手的追逐战，这些杀手都是国家宪兵队的特工，追捕他们三人，为的是一张刻有多数党账目的光盘。

## 演员
- 蒂埃里·莱尔米特（法语：Thierry Lhermitte） 饰 拉巴蒂埃
- 热拉尔·朱涅奥（法语：Gérard Jugnot） 饰 拉瓦内利
- 奥尔·阿蒂卡（法语：Aure Atika） 饰 桑德利娜
- 利昂内尔·阿贝朗斯吉（法语：Lionel Abelanski） 饰 塞尔日，桑德利娜的丈夫